# Nicky Crane
Nicola Vincenzo „Nicky” Crane (ur. 21 maja 1958 w Bexley, zm. 8 grudnia 1993 w Paddington) – brytyjski działacz neonazistowski. Ujawnił się jako gej w 1993, kilka miesięcy przed swoją śmiercią związaną z AIDS.
Przez cały okres działania w środowisku prawicowym, swoją regularną obecność w klubach dla gejów tłumaczył przydzieleniem go tam przez firmę ochroniarską w której pracował.
W 1987 razem z Ianem Stuardem Donaldsonem założył grupę Blood & Honour.
W okolicach 1990 zagrał w paru amatorskich filmach pornograficznych dla homoseksualistów.